# Национально-демократический фронт Бодоланда

Флаг NDFB

Национально-демократический фронт Бодоланда (NDFB, англ. National Democratic Front of Bodoland) — сепаратистская организация народности бодо в штате Ассам, ведущая борьбу за создание суверенного Бодоланда. Считает себя христианской организацией. Основатель организации — Рансайгра Набла Даймари, он был арестован индийскими властями.

## Начало деятельности
Организация образовалась 3 октября 1986 года, в деревне Одла Кашибари недалеко от Удалгури (теперь округ Удалгури в Ассаме). Организация также носила название «Силы безопасности Бодо» (BSF), только с 25 ноября 1994 она стала фигурировать как Национально-демократический фронт Бодоланда.

## Род деятельности
Организация NDFB ведёт борьбу за создание суверенного Бодоланда к северу от реки Брахмапутра. В 1990-е годы организация была очень активна. NDFB действует в союзе с Национально-социалистическим советом Нагалима (IM). До 2003 NDFB нелегально базировалась в южных районах Бутана, формируя там тренировочные лагеря. В декабре 2003 года после операций индийской армии и бутанского правительства базы NDFB и ULFA в Бутане были ликвидированы.
NDFB считается причастной к убийству просветителя Банешвара Брамы, который выступал против использования латинского шрифта для языка Бодо вопреки программе NDFB.

## Контролируемая территория
Базовая территория NDFB находится к северу и север-западу от реки Брахмапутра. Очаги активности рассредоточены по округам Бонгайгаон, Кокраджхар, Дарранг, Барпета, Налбари, Дхубри, Сонитпур, а также в холмах Гаро штата Мегхалая.

## Руководство
Руководство NDFB выбирается на всеобщих собраниях. Президентом был избран Сунтхагра (он же Дхирен Боро). Секретарём был выбран Сабин Боро.

## Соглашение о прекращении огня
По условиям соглашения с индийским правительством от 24 мая 2005 года, с 1 июня NDFB находится в состоянии перемирия с индийскими войсками. Перемирие предполагает прекращение вооружённой борьбы.
Тем не менее в мае 2006 года были похищены и убиты пятеро индийских военнослужащих Индии в округе Удалгури. NDFB продолжает также сталкиваться с бывшими представителями Тигров освобождения Бодоланда, которые в 2003 году прекратили сопротивление и получили власть в новообразованном автономном округе Бодоланда. 5 июня 2006 года два бывших активиста «Тигров» были убиты боевиками NDFB, а один был растерзан 3 июня 2007 года.

## Деятельность в последнее время
Сообщения об активности NDFB поступают регулярно. В частности, в декабре 2014 года в округах Сонитпур и Кокраджхар, по сведениям полиции, боевиками NDFB было убито более 70 местных жителей, принадлежащих к народностям санталы, бхилы и мунда. До этого боевики угрожали напасть на местных жителей, если индийские силы безопасности не прекратят операции против боевиков.